# Anni Iikkanen
Anni Iikkanen (* 2003) ist eine finnische Schauspielerin.

## Biografie
Iikkanen wurde 2003 in Finnland geboren. Sie besuchte die Kallion lukio. Ihr Debüt gab sie 2020 in der Serie Luuserit. Anschließend trat sie 2022 in Munkkivuori auf. 2023 bekam sie in dem Film Light Light Light eine Hauptrolle. Im selben Jahr spielte Iikkanne in dem Film Comeback die Hauptrolle.

## Filmografie
Filme
- 2023: Light Light Light (Valoa valoa valoa)
- 2023: Comeback

Serien
- 2020: Luuserit
- 2022: Munkkivuori